# Oncideres chagasi
Oncideres chagasi är en skalbaggsart som beskrevs av Martins 1981. Oncideres chagasi ingår i släktet Oncideres och familjen långhorningar. Inga underarter finns listade i Catalogue of Life.